# Дивеевка
Дивеевка — поселок в составе  Хованщинского сельского поселения Рузаевского района Республики Мордовия.

## География
Находится на расстоянии примерно 19 км на запад по прямой от районного центра города Рузаевка.

## История
Основан в период 1894-1914 годов переселенцами из села Мордовское Баймаково. В 1914 году учтен как деревня Дивеевский Выселок из 24 дворов.

## Население
Постоянное население составляло 24 человека (мордва-мокша 100%) в 2002 году, 12 в 2010 году.